# 教唆犯
教唆犯（英語：abettor），是一个大陆法系刑法学概念，是指故意唆使他人犯罪的犯罪分子。犯罪分子将自己的犯罪意图灌输给本来没有犯意、或者有犯意但不坚定的人，使其决意实施自己所劝说、授意的犯罪，稱為教唆。

## 构成要件
成立教唆犯的必须要件有，教唆的对象必须是对被教唆的犯罪具有刑事责任能力的人。客观上有教唆他人的行为；主观上有教唆他人犯罪的故意。教唆犯属于共犯的一种，如果教唆者没有和对方构成共同犯罪，则不成立教唆犯，而可能成立间接正犯。此外，根据共同犯罪中所起的作用，教唆犯可能会是从犯。
教唆既遂和犯罪既遂的成立时间不同。

## 定罪处罚

### 中國大陸
| 情形                                 | 处罚                           | 备注     |
| ------------------------------------ | ------------------------------ | -------- |
| 一般教唆犯                           | 按照在共同犯罪中所起的作用     |          |
| 教唆不满18周岁的人犯罪的             | 应当从重处罚                   |          |
| 被教唆的人没有犯被教唆的罪的         | 对于教唆犯可以从轻或者减轻处罚 | 教唆未遂 |
| 教唆不满14周岁的人或精神病患者犯罪的 | 对教唆者应当按单独犯论处       | 间接正犯 |